# Hansle Parchment
Hansle Parchment (Saint Thomas, 17 de junho de 1990) é um velocista e barreirista jamaicano, campeão olímpico dos 110 metros com barreiras.
Sua primeira competição internacional foi na  Universíade de 2011, quando conquistou a medalha de ouro com a melhor marca pessoal de 13.24. Em Londres 2012, sua primeira Olimpíada, conquistou a medalha de bronze, fazendo novamente sua melhor marca e recorde nacional jamaicano, 13.12. No Mundial de Pequim 2015, ganhou a medalha de prata em 13.02, chegando na frente do recordista mundial e campeão olímpico Aries Merritt dos Estados Unidos  e uma segunda prata oito anos depois em Budapeste 2023, atrás apenas do tricampeão mundial da prova Grant Holloway, dos EUA.
Em Tóquio 2020, tornou-se campeão olímpico derrotando o favorito Holloway, campeão mundial e dono da segunda marca mais rápida do mundo, com o tempo de 13.04.
Sua melhor marca pessoal é de 12.94 conquistada em 2014 no Meeting Areva da Diamond League.